# Антоніни (станція)
Антоніни — проміжна станція 5-го класу Жмеринської дирекції Південно-Західної залізниці (Україна), розміщена на дільниці Шепетівка — Старокостянтинів I між зупинними пунктами Великі Юначки (відстань — 5 км) і Росолівці (5 км). Відстань до ст. Шепетівка — 56 км, до ст. Старокостянтинів I — 14 км.
Розташована на межі Красилівського і Старокостянтинівського районів, за 0,7 км на південний схід від Кременчуків Красилівського району, за 1 км на захід від Малого Чернятина Старокостянтинівського району. За 8 км на захід від станції лежить смт Антоніни, яке дало станції назву.
Відкрита 1914 року. У  квітні 1919 року в районі ст. Антоніни розгорнулися жорстокі бої, у яких брав участь знаменитий панцерник "Стрілець"